# M1910/30 122mm榴弾砲
M1910/30 122mm榴弾砲（ロシア語: 122-мм гаубица образца 1910/30 годов）とは、第一次世界大戦前にロシア帝国が採用したM1910 122mm榴弾砲をソビエト連邦が改良した榴弾砲である。独ソ戦勃発時には、赤軍が最も多数を保有していた師団榴弾砲であった。

## 開発
M1910榴弾砲はフランスのシュナイダー社が開発した122mm榴弾砲であり、ほぼ同時期にライバルのクルップ社が開発したM1909榴弾砲よりもはるかに多くの数がロシア帝国軍に納入され、第一次世界大戦時のロシア帝国軍の主力師団榴弾砲であった。
ロシア革命後もソビエト政権の赤軍が運用し、反革命派である白軍との内戦や独立間もないポーランドの軍事進攻でも使用された。
1920年代末、赤軍は第一次世界大戦以来保有していた各種火砲の近代化改修を行うことを決定し、その一環としてM1910にも薬室を1口径分延長し、新型の照準器を装備させ、砲架と仰角装置を強化し、駐退復座機に細かな改良を行うことが決定し、改良された砲にはM1910/30 122mm榴弾砲の制式名称が与えられた。

## 概要

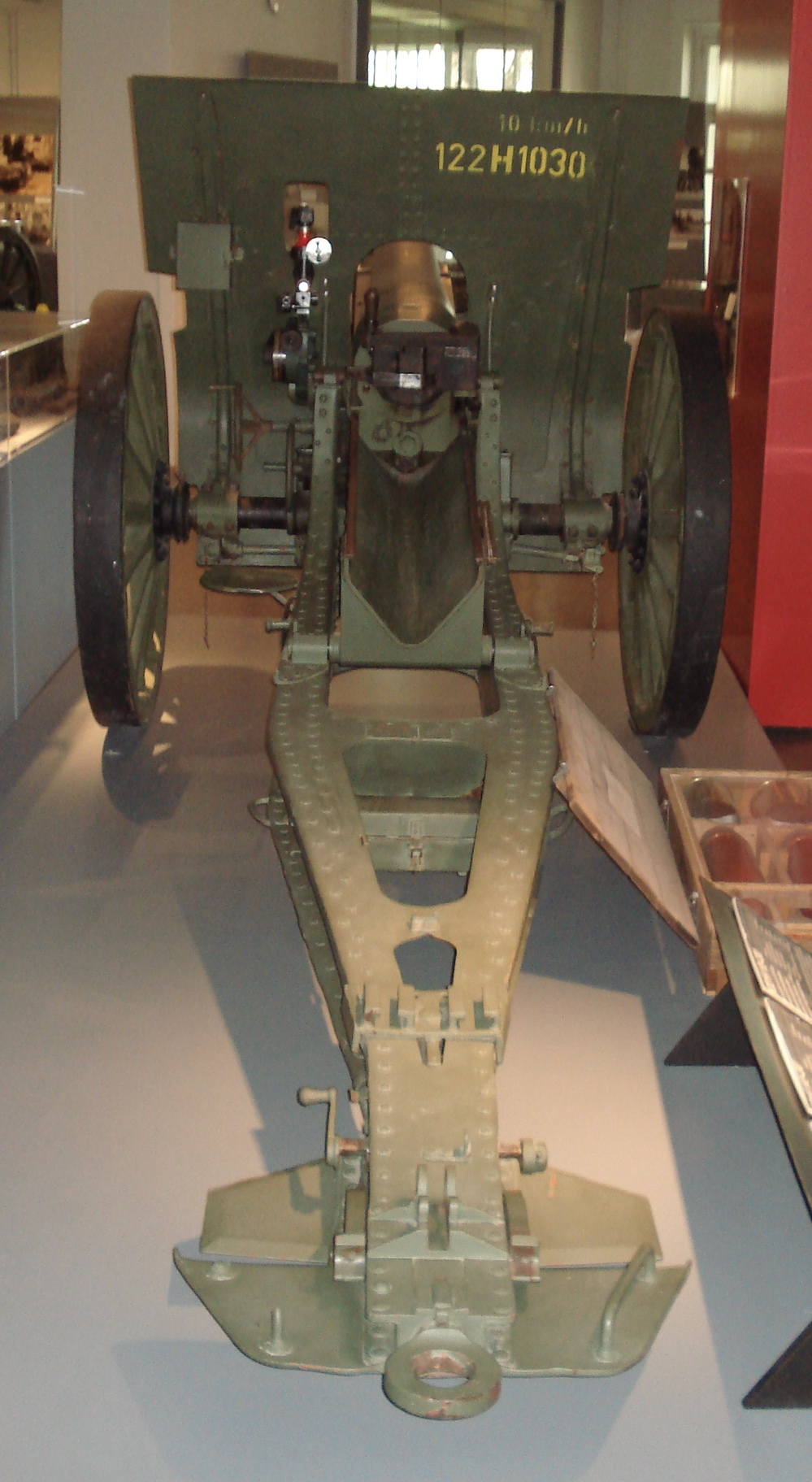
M1910/30の後部と脚

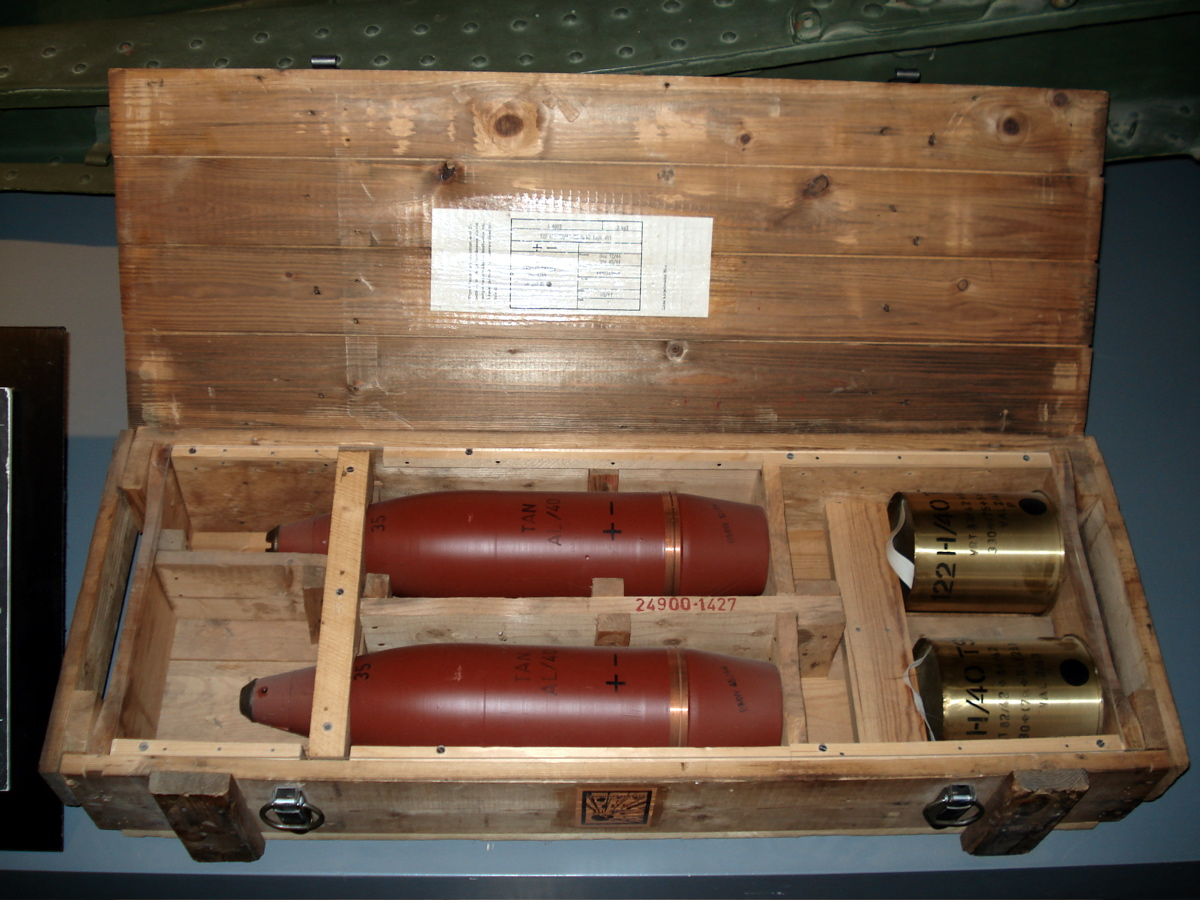
M1910/30用の122mm砲弾とその薬莢。M-30榴弾砲でも使用可能

M1910/30はライバルのM1909/37と比較して砲身が短いため射程にやや劣るが連射速度は3倍近くの差をつけている。仰角も20°から45°に向上され、さらに延長された薬室と薬莢に6個の火薬袋を詰めることが可能になったため射程が延伸された。これによる反動に対処するために砲架を強化し、駐退復座機も改良された。
しかし、脚が単脚式であるため水平射角が狭く、車輪はゴムタイヤではなく木製のものか金属製のものの接地面にゴムを張っただけのものであり、車軸にサスペンションも無いため自動車による高速牽引が不可能であり、事実上馬でしか牽引できないため軍隊の機械化による移動速度の向上に対応できない砲であることはどうにもならなかった。

## 運用
1930年から師団の砲兵連隊に配備され、1939年のノモンハン事件や冬戦争のような大祖国戦争勃発前の戦争では赤軍の主力師団榴弾砲としての役目を十分に果たした。また一部のM1910/30はT-26軽戦車の車体と組み合わされたSU-5自走砲とされ、第二次世界大戦前に赤軍が配備した数少ない自走砲となった。
大祖国戦争勃発時には5,500門以上のM1910/30が配備されていたが、戦争序盤の劣勢期において多数のM1910/30が枢軸国軍に破壊されるか鹵獲されて失われたほか、新型のM-30 122mm榴弾砲への更新も進められたため1942年には第一線部隊から姿を消した。
フィンランド国防軍はM1910/30を冬戦争において30門、後の継続戦争でさらに145門を鹵獲し1944年にはナチス・ドイツから72門を受領した。これらのM1910/30は122 H/10-30としてソ連軍との戦いで使用された。さらにロシア帝国からの独立時にフィンランドが接収した40門のM1910にもM1910/30とほぼ同様の改修が行われ、こちらは122 H/10-40として採用されている。
ドイツ国防軍は1941年から1942年にかけて数百門のM1910/30を鹵獲し、12,2 cm le.F.H.388(r).（ロシア製388型 12.2cm軽榴弾砲）の制式名称を与えて主に東部戦線で使用し、ドイツは122mm砲弾の生産までも行ってこの砲の運用維持に努めた。